# Fjällig knopplav
Fjällig knopplav (Biatora fallax) är en lavart som beskrevs av Hepp. Fjällig knopplav ingår i släktet Biatora och familjen Ramalinaceae.  Arten är reproducerande i Sverige. Inga underarter finns listade i Catalogue of Life.